# Prozessvertreter
Ein Prozessvertreter ist eine Person, die ein anderes Rechtssubjekt in einem Gerichtsprozess vertreten kann. Die jeweilige Prozessordnung regelt, welche Voraussetzung der Vertreter erfüllen muss, um postulationsfähig zu sein.
Im Anwaltsprozess sind dies nur Rechtsanwälte oder andere in der jeweiligen Verfahrensordnung benannte Personengruppen (z. B. Steuerberater in der Finanzgerichtsordnung und Verwaltungsgerichtsordnung, Gewerkschaften im Arbeitsgerichtsgesetz und Sozialgerichtsgesetz, siehe unten); dem gegenüber ist dies in einem Parteiprozess nicht notwendig. Typischerweise treten Rechtsanwälte als Prozessvertreter auf, die in allen Prozessordnungen in Deutschland als postulationsfähig genannt werden. Jedoch gibt es eine Vielzahl von Berufsgruppen, die ebenfalls gesetzlich als Prozessvertreter zugelassen sind.

## Vertretung in der ordentlichen Gerichtsbarkeit
In der ordentlichen Gerichtsbarkeit gilt überwiegend der Anwaltsprozess, wobei der Parteiprozess in Zivilsachen nur in Verfahren vor dem Amtsgericht mit Ausnahme des Familiengerichts gilt. In Strafverfahren tritt als Verteidiger gemäß § 138 Abs. 1 StPO grundsätzlich immer ein Rechtsanwalt auf, wobei weitere Berufsgruppen in Abs. 2 und 3, u. a. Hochschullehrer der Rechtswissenschaft und Steuerberater (Letztere in Steuerstrafverfahren, § 138 II StPO i. V. m. § 392 AO) umfasst sind. Im Bußgeldverfahren gibt es dazu besondere Regelungen.

## Vertretung an Arbeitsgerichten
Nach § 11 Abs. 2 Nr. 1 bis 5 ArbGG können die Prozessvertretung vor dem Arbeitsgericht u. a. Beschäftigte der Partei oder Gewerkschaftssekretäre übernehmen. Auch sogenannte Syndikusanwälte (Rechtsanwälte, die bei einem Unternehmen angestellt sind) können in der 1. Instanz für ihr Unternehmen auftreten, da in dieser 1. Instanz noch kein Anwaltszwang herrscht. In der Berufungsinstanz hingegen ist die Prozessvertretung durch einen (externen) Rechtsanwalt zu übernehmen.
Eine Besonderheit in der 1. Instanz des Arbeitsgerichtsprozess ist darüber hinaus die besondere Kostentragungspflicht. Hier tragen die Parteien die Gerichtskosten jeweils zur Hälfte, unabhängig vom Ausgang des Verfahrens. Von diesem Grundsatz wird nur in sehr engen Ausnahmen (beispielsweise: offensichtlicher Missbrauch der Gerichte) abgewichen.

## Vertretung an Finanzgerichten
Nach § 62 Abs. 2 Satz 1 FGO sind folgende Berufsgruppen vor den Finanzgerichten (einschl. Bundesfinanzhof) ebenfalls postulationsfähig
- Steuerberater,
- Steuerbevollmächtigter
- Wirtschaftsprüfer oder
- vereidigte Buchprüfer

## Vertretung an Sozialgerichten
Nach § 73 Abs. 2 Nr. 1 bis 9 SGG gibt es einen numerus clausus an Prozessvertretern vor Sozialgerichten, sofern die Beteiligten den Rechtsstreit nicht selbst führen (Abs. 1). Darunter fallen u. a. die Berufsgruppen wie bei Finanzgerichten (Abs. 2 Nr. 5) genannt, aber auch Vertreter von Gewerkschaften (Abs. 2 Nr. 7) und Rentenberater (Abs. 2 Nr. 3).

## Vertretung an Verwaltungsgerichten
Nach § 67 Abs. 2 VwGO gibt es ebenfalls einen numerus clausus an Prozessvertretern vor dem Verwaltungsgerichten, so dass u. a. Gewerkschaften (Nr. 5) sowie in Abgabenangelegenheiten (z. B. Gewerbesteuer, Grundsteuer, Beitrags- und Gebührensachen) auch Steuerberater und Wirtschaftsprüfer (Nr. 3) vor dem Verwaltungsgericht und dem Oberverwaltungsgericht auftreten können. Bei den Verfahren vor den Oberverwaltungsgerichten und dem Bundesverwaltungsgericht wird der Personenkreis grundsätzlich auf Rechtsanwälte beschränkt (§ 67 Abs. 4 VwGO), wobei die nach § 67 Absatz 2 Satz 2 Nr. 3 bis 7 VwGO bezeichneten Personen und Organisationen auch vor dem Oberverwaltungsgericht als Bevollmächtigte zugelassen sind.